# بيت ويلسون (صحفي)
بيت ويلسون (بالإنجليزية: Pete Wilson)‏ هو صحفي أمريكي، ولد في 5 أبريل 1945، وتوفي في 20 يوليو 2007 في ستانفورد في الولايات المتحدة بسبب نوبة قلبية.

## وصلات خارجية
- بيت ويلسون على موقع إن إن دي بي (الإنجليزية)